# Клан Твиди
Клан Твиди (англ. Clan Tweedie) — один из старинных кланов Шотландии.

## История
Название клана произошло от названия реки Туид (Твид). Первые упоминания о нём относятся ко времени царствования короля Александра II — сохранился документ, в котором упоминается имя некоего Иоганна де Тведа (Johannes de Tueda). В хартии Александра III он же фигурирует под именем Джона де Тведи (John de Tuedy).
В 1296 году Финли де Твидин вместе со многими другими дворянами Шотландии принёс оммаж королю Англии Эдуарду Длинноногому и подписал так называемые Рагманские свитки. Его сын Роджер женился на дочери и наследнице Уильяма Фрезера, хозяина замка Оливер, и через этот брак владения Фрезера, его замок и баронство Драмельзер отошли клану Твиди. Право собственности было подтверждено Робертом Брюсом в хартии от 12 июня 1326 года. Кроме того ещё в 1314 году Брюс отписал Роджеру земли некоего Джона из Сетона — это было сделано в качестве компенсации за ущерб, который причинили Роджеру Джон и его брат. В документе, дошедшем до нашего времени, указано, что Джон украл у Роджера equitinium, но так как такого слова в латыни не существует, считается, что под ним подразумевается equitium — то есть табун лошадей. Подобная кража была достаточно серьёзным преступлением в те времена. В 1320 году Роджер приобрёл дом, пивоварню и земли в Драмельзере, ранее принадлежавшие Уильяму, сыну Аттинга. Видимо дела у него шли неплохо, так как Роджер ещё дважды приобретал владения в окрестностях своих земель — в 1329 году и 1331 году.
Следующее упоминание о Твиди относится к 26 ноября 1331 года, когда лорд Скерлинг подал в парламент жалобу на Уильяма Твиди, сына Роджера. Считается, что в 1351 году Уильям взял в жены четвёртую дочь леди Агнес Данбар — она фигурирует в сочинении Вальтера Скотта «Рассказы дедушки» под именем Чёрная Агнес. Вероятно, в те времена Твиди были вассалами Дугласов, так как сохранился документ, в котором по просьбе лорда Дугласа даруется прощение за какой-то проступок некоему Джеймсу Твиди. Около 1362 года Твиди породнились с влиятельным кланом Кокбёрн — сэр Александр Кокбёрн взял в жёны Маргарет Твиди. На протяжении последующих полутора веков Твиди неоднократно упоминаются в исторических свидетельствах тех лет — в основном это брачные договоры и документы о передаче земель.
Твиди неоднократно оказывались втянуты в межклановые распри. Первая запись о таком явлении относятся к ноябрю 1458 года, когда Роджер и Уолтер Твиди были убиты членами клана Кокбёрн. Причина этого преступления, произошедшего в Эдинбурге, неизвестна, но возможно кроется в том, что ранее Патрик Твиди женился на Мариоте, дочери Александра Кокбёрна, а Джеймс Твиди — на Маргарет, вдове ещё одного из Кокбёрнов. Убив Уолтера, Кокбёрны забрали его щит и меч.